# Plavání na mistrovství světa v plaveckých sportech 1978
Závody v plavání v olympijském 50 m bazénu na mistrovství světa v plaveckých sportech za rok 1978 proběhly v Berlíně, Německo ve dnech 20. až 28. srpna 1978.

## Výsledky

### Individuální disciplíny
| Muži                 | Zlato                     | Zlato    | Stříbro                   | Stříbro  | Bronz                                      | Bronz       |
| -------------------- | ------------------------- | -------- | ------------------------- | -------- | ------------------------------------------ | ----------- |
| 100 m volný způsob   | David McCagg (USA)        | 50,24    | James Montgomery (USA)    | 50,73    | Klaus Steinbach (FRG)                      | 50,79       |
| 200 m volný způsob   | William Forrester (USA)   | 1:51,02  | Ambrose Gaines (USA)      | 1:51,10  | Sergej Kopljakov (URS)                     | 1:51,33     |
| 400 m volný způsob   | Vladimir Salnikov (URS)   | 3:51,94  | Jeffrey Float (USA)       | 3:53,42  | William Forrester (USA)                    | 3:53,97     |
| 1500 m volný způsob  | Vladimir Salnikov (URS)   | 15:03,99 | Borut Petrič (YUG)        | 15:20,77 | Robert Hackett (USA)                       | 15:23,38    |
| 100 m znak           | Robert Jackson (USA)      | 56,36    | Peter Rocca (USA)         | 56,69    | Viktor Kuzněcov (URS) Rômulo Arantes (BRA) | 57,41 58,01 |
| 200 m znak           | Jesús Vassallo (USA)      | 2:02,16  | Gary Hurring (NZL)        | 2:03,71  | Zoltán Verrasztó (HUN)                     | 2:03,90     |
| 100 m motýlek        | Joseph Bottom (USA)       | 54,30    | Gregory Jagenburg (USA)   | 55,26    | Pär Arvidsson (SWE)                        | 55,38       |
| 200 m motýlek        | Michael Bruner (USA)      | 1:59,38  | Steven Gregg (USA)        | 1:59,80  | Roger Pyttel (GDR)                         | 2:01,33     |
| 100 m prsa           | Walter Kusch (FRG)        | 1:03,50  | Graham Smith (CAN)        | 1:03,60  | Gerald Mörken (FRG)                        | 1:03,62     |
| 200 m prsa           | Nicholas Nevid (USA)      | 2:18,37  | Arsen Miskarov (URS)      | 2:18,42  | Walter Kusch (FRG)                         | 2:20,16     |
| 200 m polohový závod | Graham Smith (CAN)        | 2:03,65  | Jesús Vassallo (USA)      | 2:04,99  | Oleksandr Sydorenko (URS)                  | 2:05,29     |
| 400 m polohový závod | Jesús Vassallo (USA)      | 4:20,05  | Serhij Fesenko (URS)      | 4:22,29  | András Hargitay (HUN)                      | 4:27,04     |
| Ženy                 | Zlato                     | Zlato    | Stříbro                   | Stříbro  | Bronz                                      | Bronz       |
| 100 m volný způsob   | Barbara Krauseová (GDR)   | 55,68    | Lene Jenssenová (NOR)     | 56,82    | Larisa Carjovová (URS)                     | 56,85       |
| 200 m volný způsob   | Cynthia Woodheadová (USA) | 1:58,53  | Barbara Krauseová (GDR)   | 1:59,78  | Larisa Carjovová (URS)                     | 2:01,76     |
| 400 m volný způsob   | Tracey Wickhamová (AUS)   | 4:06,28  | Cynthia Woodheadová (USA) | 4:07,15  | Kimberley Linehanová (USA)                 | 4:07,73     |
| 800 m volný způsob   | Tracey Wickhamová (AUS)   | 8:24,94  | Cynthia Woodheadová (USA) | 8:29,35  | Kimberley Linehanová (USA)                 | 8:32,60     |
| 100 m znak           | Linda Jezeková (USA)      | 1:02,55  | Birgit Treiberová (GDR)   | 1:03,18  | Cheryl Gibsonová (CAN)                     | 1:03,43     |
| 200 m znak           | Linda Jezeková (USA)      | 2:11,93  | Birgit Treiberová (GDR)   | 2:14,07  | Cheryl Gibsonová (CAN)                     | 2:14,23     |
| 100 m motýlek        | Joan Penningtonová (USA)  | 1:00,20  | Andrea Pollacková (GDR)   | 1:00,26  | Wendy Quirková (CAN)                       | 1:01,82     |
| 200 m motýlek        | Tracy Caulkinsová (USA)   | 2:09,87  | Nancy Hogsheadová (USA)   | 2:11,30  | Andrea Pollacková (GDR)                    | 2:12,63     |
| 100 m prsa           | Julija Bogdanovová (URS)  | 1:10,31  | Tracy Caulkinsová (USA)   | 1:10,77  | Margaret Kellyová (GBR)                    | 1:11,99     |
| 200 m prsa           | Lina Kačiušisová (URS)    | 2:31,42  | Julija Bogdanovová (URS)  | 2:32,69  | Susanne Nielssonová (DEN)                  | 2:33,60     |
| 200 m polohový závod | Tracy Caulkinsová (USA)   | 2:14,07  | Joan Penningtonová (USA)  | 2:14,98  | Ulrike Tauberová (GDR)                     | 2:15,99     |
| 400 m polohový závod | Tracy Caulkinsová (USA)   | 4:40,83  | Ulrike Tauberová (GDR)    | 4:47,52  | Petra Schneiderová (GDR)                   | 4:48,56     |

### Štafety
| Muži                   | Zlato | Zlato   | Stříbro | Stříbro | Bronz | Bronz   |
| ---------------------- | --- | ------- | --- | ------- | --- | ------- |
| 4×100 m volný způsob   | USA (USA) (Jack Babashoff, Ambrose Gaines, James Montgomery, David McCagg, (r)Mark Greenwood, (r)David Dickson, (r)David Larson, (r)Joseph Bottom)           | 3:19,74 | Západní Německo (FRG) (Andreas Schmidt, Ulrich Temps, Peter Knust, Klaus Steinbach, (r)Kersten Meier, (r)Karsten Lippmann)                       | 3:26,65 | Švédsko (SWE) (Per Holmertz, Dan Larsson, Per-Ola Quist, Per-Alvar Magnusson)                                        | 3:26,95 |
| 4×200 m volný způsob   | USA (USA) (Bruce Furniss, William Forrester, Robert Hackett, Ambrose Gaines, (r)David Larson, (r)David Dickson, (r)Mark Greenwood, (r)James Montgomery)      | 7:20,82 | Sovětský svaz (URS) (Sergej Rusin, Andrey Krylov, Vladimir Salnikov, Sergej Kopljakov, (r)Sergej Krasjuk, (r)Ivar Stukolkin)                     | 7:28,41 | Západní Německo (FRG) (Andreas Schmidt, Peter Knust, Karsten Lippmann, Frank Wennmann)                               | 7:33,29 |
| 4×100 m polohový závod | USA (USA) (Robert Jackson, Nicholas Nevid, Joseph Bottom, David McCagg, (r)Peter Rocca, (r)Stephen Lundquist, (r)Gregory Jagenburg, (r)Ambrose Gaines)       | 3:44,63 | Západní Německo (FRG) (Klaus Steinbach, Walter Kusch, Michael Kraus, Andreas Schmidt, (r)Reinhold Becker, (r)Peter Broscienski, (r)Ulrich Temps) | 3:48,58 | Spojené království (GBR) (Gary Abraham, Duncan Goodhew, John Mills, Martin Smith, (r)David Dunne)                    | 3:49,06 |
| Ženy                   | Zlato | Zlato   | Stříbro | Stříbro | Bronz | Bronz   |
| 4×100 m volný způsob   | USA (USA) (Tracy Caulkinsová, Stephanie Elkinsová, Jill Sterkelová, Cynthia Woodheadová, (r)Jennifer Hookerová, (r)Melissa Gehanová, (r)Jane Abrahamová)     | 3:43,43 | Východní Německo (GDR) (Heike Wittová, Caren Metschucková, Barbara Krauseová, Petra Priemerová, (r)Birgit Treiberová, (r)Heike Wittová)          | 3:47,37 | Kanada (CAN) (Gail Amundrudová, Nancy Garapicková, Susan Sloanová, Wendy Quirková, (r)Carol Klimpelová)              | 3:49,59 |
| 4×100 m polohový závod | USA (USA) (Linda Jezeková, Tracy Caulkinsová, Joan Penningtonová, Cynthia Woodheadová, (r)Kathleen Treibleová, (r)Elizabeth Rappová, (r)Stephanie Elkinsová) | 4:08,21 | Východní Německo (GDR) (Birgit Treiberová, Ramona Reinkeová, Andrea Pollacková, Barbara Krauseová, (r)Heike Wittová)                             | 4:09,13 | Sovětský svaz (URS) (Olena Kruhlovová, Julija Bogdanovová, Irina Aksjonovová, Larisa Carjovová, (r)Lina Kačiušisová) | 4:14,91 |

## Medailová bilance
V plavání se rozdělilo celkem 29 sad medailí.
| Pořadí | Stát                            |       | Muži    | Muži  | Muži  |         | Ženy  | Ženy  | Ženy    |       | Muži + Ženy | Muži + Ženy | Muži + Ženy | Celkem |
| Pořadí | Stát                            | Zlato | Stříbro | Bronz | Zlato | Stříbro | Bronz | Zlato | Stříbro | Bronz |             |             |             | Celkem |
| ------ | ------------------------------- | ----- | ------- | ----- | ----- | ------- | ----- | ----- | ------- | ----- | ----------- | ----------- | ----------- | ------ |
| 1.     | USA (USA)                       |       | 11      | 7     | 2     |         | 9     | 5     | 2       |       | 20          | 12          | 4           | 36     |
| 2.     | Sovětský svaz (URS)             |       | 2       | 3     | 2     |         | 2     | 1     | 3       |       | 4           | 4           | 5           | 13     |
| 3.     | Austrálie (AUS)                 |       | 0       | 0     | 0     |         | 2     | 0     | 0       |       | 2           | 0           | 0           | 2      |
| 4.     | Východní Německo (GDR)          |       | 0       | 0     | 1     |         | 1     | 7     | 3       |       | 1           | 7           | 4           | 12     |
| 5.     | Západní Německo (FRG)           |       | 1       | 2     | 4     |         | 0     | 0     | 0       |       | 1           | 2           | 4           | 7      |
| 6.     | Kanada (CAN)                    |       | 1       | 1     | 0     |         | 0     | 0     | 4       |       | 1           | 1           | 4           | 6      |
| 7.     | Jugoslávie (YUG)                |       | 0       | 1     | 0     |         | 0     | 0     | 0       |       | 0           | 1           | 0           | 1      |
| 7.     | Nový Zéland (NZL)               |       | 0       | 1     | 0     |         | 0     | 0     | 0       |       | 0           | 1           | 0           | 1      |
| 7.     | Norsko (NOR)                    |       | 0       | 0     | 0     |         | 0     | 1     | 0       |       | 0           | 1           | 0           | 1      |
| 10.    | Švédsko (SWE)                   |       | 0       | 0     | 2     |         | 0     | 0     | 0       |       | 0           | 0           | 2           | 2      |
| 10.    | Spojené království (GBR)        |       | 0       | 0     | 1     |         | 0     | 0     | 1       |       | 0           | 0           | 2           | 2      |
| 10.    | Maďarská lidová republika (HUN) |       | 0       | 0     | 2     |         | 0     | 0     | 0       |       | 0           | 0           | 2           | 2      |
| 13.    | Brazílie (BRA)                  |       | 0       | 0     | 1     |         | 0     | 0     | 0       |       | 0           | 0           | 1           | 1      |
| 13.    | Dánsko (DEN)                    |       | 0       | 0     | 0     |         | 0     | 0     | 1       |       | 0           | 0           | 1           | 1      |
| Celkem | Celkem                          |       | 15      | 15    | 15    |         | 14    | 14    | 14      |       | 29          | 29          | 29          | 87     |